# Teinobasis helvola
Teinobasis helvola – gatunek ważki z rodziny łątkowatych (Coenagrionidae).